# ميتاكافيه
ميتاكافيه هو موقع مجتمعي لمشاركة ملفات الفيديو على شبكة الإنترنت، لا سيما الأفلام القصيرة الأصلية، حيث يستطيع المستخدمين تحميل، عرض، ومشاركة مقاطع الفيديو.
يقع مقر الشركة في بالو ألتو، كاليفورنيا، ولها مكاتب في تل أبيب ونيويورك. يمتلك ميتاكافيه القطاع الخاص ويشمل المستثمرون بها أكسل بارتنرز، بينشمارك كابيتال، داج فينتشرز، وهايلاند كابيتال بارتنرز.
ميتاكافيه مثله مثل مواقع مشاهدة الفيديو الأخرى على الإنترنت مثل يوتيوب ودايلي موشن، ولكن مع وجود عدة اختلافات. من الاختلافات الأساسية القضاء على الازدواجية، نوع مختلف من ترشيح محتوى البالغين، مجموعة نقاد من أعضاء المجتمع، ترتيب للفيديو، تحرير ويكي للبيانات الوصفية. ويقيس نظام ترتيب أو تصنيف الفيديو به ردود فعل المشاهدين على مقاطع الفيديو من أجل تمييز المقاطع ذات الشعبية الأكثر لمشاهديها.
ويعرض الموقع مقاطع الفيديو القصيرة الأجل في مجموعة متنوعة من الفئات، بما في ذلك الرسوم المتحركة، والكوميديا، والترفيه، والكيفية، أخبار وأحداث، قصص الناس، الرياضة، وألعاب الفيديو وغيرها. المحتوى الأصلي يتم تحميله على الموقع من قبل مصوري الفيديو المستقلين، مجموعات الإنتاج الصغيرة والمتوسطة، وشركات الإعلام الكبيرة.

## وصلات خارجية
- الموقع الرسمي